# Зилско езеро
Зилското езеро (на немски: Silsersee; на романшки: Lej da Segl) е езеро в кантона Граубюнден в югоизточна Швейцария.
Езерото е разположена на 1797 m надморска височина, край селото Зилс им Енгадин, чието име носи. С площ 4,1 km² то е най-голямото езеро в областта Енгадин, както и най-голямото естествено езеро в Алпите с надморска височина повече от 1000 m. Езерото се оттича чрез Ин, която е и основната река, вливаща се в него.